# Naravni park Faial
Naravni park Faial (portugalsko Parque Natural do Faial) je bil razvit z namenom boljšega upravljanja zaščitenih območij otoka Faial na Azorih in ga je ustanovil Secretaria Regional do Ambiente e do Mar (Regionalni sekretariat za okolje in oceane) avtonomne regionalne vlade Azorov.
Vključuje območje približno 17% otoka , uvrščeno pod oznako Mednarodne zveze za ohranjanje narave IUCN (ki vključuje Caldeira, Morro de Castelo Branco in Caldeirinhas do Monte da Guia), zaščitena območja za upravljanje. habitatov ali vrst (Cabeço do Fogo, Capelinhos, Costa Noroeste, Varadouro in Castelo Branco), zaščitena krajinska območja (Monte da Guia in osrednje območje otoka) in zavarovana območja za upravljanje virov (Kanal Faial-Pico, Castelo Branco) , Capelinhos in Cedros.

## Zgodovina
Naravni park Faial je bil ustanovljen z zakonodajnim odlokom št. 15/2007 / A z dne 25. junija 2007, ki je določil pravno klasifikacijo, vzdrževanje in upravljanje Azorskih območij varstva.
Javna predstavitev Naravnega parka se je zgodila 18. junija 2011 na slovesnosti, ki ji je prisostvoval Álamo Mensese  iz Regionalnega sekretariata za okolje in oceane in drugi povabljeni gostje iz podjetij, turizma in okoljske skupine.
Potem ko je turistična zveza Portugalske (Associação Turismo de Portugal) poudarila, da je kot nacionalno kandidatko za nagrado Evropska destinacija odličnosti (EDEN), je Evropska komisija to nacionalno priznanje potrdila med podelitvijo nagrad 27. junija 2011 . Nagrade EDEN (ustanovljene leta 2007) so pobuda Evropske unije za spodbujanje modelov trajnostnega razvoja v Evropski skupnosti.

## Geografija
Naravni park Faial je dejansko razpršen rezervat, ki obsega več posameznih področij varstva.

### Klasifikacija območij

#### Naravni rezervat
Območja, razvrščena kot naravni rezervati (Reserva Natural):
- [FAI01] Naravni rezervat Caldeirinhas (Reserva Natural das Caldeirinhas) je območje ostanka dveh potopljenih kraterjev, ki sta odprta proti morju na starodavnem vulkanskem stožcu Monta da Guia (na južni obali Faiala). v bližini mesta Horta); je območje gnezdenja za selivke in lokalne morske ptice in vključuje le majhen zaliv, odprt za Atlantski ocean [4].
- [FAI02] Naravni rezervat Caldera Faial (Reserva Natural da Caldeira do Faial), ki ga opredeljuje rob in notranjost centralne kaldere otoka Faiala, omejene z Alto do Cabouco, ki obkroža obod, skozi geodetske točke v Canto dos Saquinhos, Alto do Guardo Sol in Alto do Brejo.
- [FAI03] Naravni rezervat Morro do Castelo Branco (Reserva Natural do Morro do Castelo Branco), ta regija se začne na prelivu, ki povezuje Morro do Castelo Branco z otokom Faial (na 49 metrih nadmorske višine) in se nadaljuje proti jugovzhodu proti obali, kjer obkroža vulkansko kupolo ob obali.

#### Zaščiteno območje
Območja, ki so razvrščena za zaščito in upravljanje habitatov ali vrst (Área Protegida, Gestão de Habitats ou Espécies) so:
- [FAI04] Zavarovano območje Cabeço do Fogo (Área Protegida v Gestão de Habitats ou Espécies do Cabeço do Fogo), od križišča regionalne in gozdne ceste na Fonte das Areias se meja razprostira severovzhodno do približno 450 metrov nad morsko gladino, ki obkroža Cabeço do Fogo na tej izoliniji, preden se obrne proti jugu do višine 500 metrov, kjer se geodetski marker na južni meji Cabeço do Fogo ne vrne na jug-jugozahod na presečišče (območje, ki je podobno vejici).
- [FAI05] Zavarovano območje Capelinhosa, severozahodne obale in Varadouro (Área Protegida v Gestão de Habitats ou Espécies dos Capelinhos, Costa Noroeste e Varadouro), to območje upravljanja habitatov se začne na južni obali Varadouro in sledi obrisu obale, ki obsega vulkan Capelinhos in regijo Costa Nau, ki se nadaljuje vzdolž obalnih bokov severozahodne obale. Od klifov zaliva Areia da Quinta (v Fajã Praia do Norte) se regija nadaljuje tudi v dolino Ribeira Funda in klife, ki segajo v Cedros.
- [FAI06] Zavarovano območje Varadouro-Castelo Branco (Área Protegida v Gestão de Habitats ou Espécies Varadouro – Castelo Branco), to zavarovano območje vključuje pečino južne obale, ki se razteza od Varadoura do Morro de Castelo Branco.
- [FAI07] Zavarovano območje Lomba Grande (Área Protegida v Gestão de Habitats ou Espécies Lomba Grande) na splošno vključuje večino pečine Lomba Grande in prečka meje gozdnega parka Cabouco (Parque Florestal do Cabouco).

#### Zaščitena krajina
Območja, razvrščena kot zaščitena krajina (Paisagem Protegida):
- [FAI08] Zavarovana pokrajina Monte da Guia (Área de Paisagem Protegida do Monte da Guia) je  sistem dveh stožcev Monte da Guia in Monte Queimado.
- [FAI09] zaščitena pokrajina Centralne cone (Área de Paisagem Protegida da Zona Central) obsega ugasle stožce Cabeço Verde, Cabeço da Fonte, Caldeirão, Cabeço do Canto in Caldeirinhas ob rtu Capelo do Cabeço do Goularte, preden se razširi v notranjost in obkroži boke osrednje kaldere. Poleg tega območje za upravljanje habitatov vključuje park Florestal do Capelo (gozdni park Capelo), kjer seka vulkane do jugozahodnega vogala otoka med mestoma Biscoitos in Varadouro.

#### Območja virov
Območja, razvrščena za upravljanje virov (Gestão de Recursos):
- [FAI10] Območje upravljanja zaščitenih virov v kanalu Faial (Área Protegida de Gestão de Recursos do Canal Faial-Pico).
- [FAI11] Območje za upravljanje zaščitenih virov Castelo Branco (Área Protegida de Gestão de Recursos do Castelo Branco).
- [FAI12] Območje za upravljanje zaščitenih virov v Capelinhosu (Área Protegida de Gestão de Recursos dos Capelinhos).
- [FAI13] Območje upravljanja zaščitenih virov Cedros (Área Protegida de Gestão de Recursos dos Cedros).

### Slikovita razgledišča
V turistom prijazni naravi parka je veliko razglednih točk, ki ponujajo slikovit pogled na otoško rastlinstvo in geografijo, vključno s kaldero, gozdnim parkom Cabouco, Ribeira das Cabras, Morro de Castelo Branco, Capelinhos Volcano, Caldeirinhas in razgledna točka Dabney s pogledom na mesto civilno župnijo Angustias iz Monte da Guia, v Horti.

### Pohodne poti
Naravni park Faial vključuje skupino poti za pohodnike, nekatere ob obali, druge blizu ali čez stratovulkan. Vsaka pot omogoča obiskovalcem, da odkrijejo vrsto zanimivosti, ki jih odlikujejo različne krajine in okolja, z lastno floro in favno ter geologijo. Mnoge poti imajo zgodovinski pomen in so jih domačini uporabljali za potovanje med skupnostmi (med drugim tudi za trgovino z blagom, zelenjavo ali ribo).
Na Faialu je več različnih poti:
- PR1FAI Capelo-Capelinhos omogoča ekološko in geološko raznoliko paleto značilnosti. [5] Pot se konča pri Interpretativnem centru na vulkanu Capelinhos, vendar teče skozi starodavne bruhajoče cone, ki so odgovorne za nastanek polotoka Capelo, kot je razvidno iz stožcev od kaldere do Capelinhosa. Na začetku poti so razgledi na Cabeço do Fogo (na vzhodu), središče prvega zgodovinskega izbruha na otoku (leta 1672), kot tudi lava, ki je prizadela severno in južno obalo, osrednjo kaldero in Morro iz Castelo Branca. Na severu so območja Norte Pequeno, Fajã in Praia do Norte, ki jih je prizadel zgodovinski vulkanizem in seizmičnost, povezana z izbruhi Cabeço do Fogo (1672-1673), Capelinhos (1957-1958) in Capelo (leta 1958).
- PR3FAI Levadas je 6-kilometrski pohod lahke stopnja težavnosti. Je del projekta javnih gradenj na začetku 20. stoletja, ki je bil odprt leta 1964 in je trajal štiri leta (in sedem let za načrtovanje). [6] Levada (ali vodovod) je dolga 10 kilometrov, od tega je samo 6 kilometrov pohodne na nadmorski višini 680 metrov in je bila uporabljena pri proizvodnji električne energije iz hidroelektrarne. Voda je bila zbrana iz območja okoli Castelhana, Cabeça, Risca, Fajãsa, Cabrasa, Guarda-Sola in Águasa in usmerjena v osrednji rezervoar, z zmogljivostjo 1000 kubičnih metrov, nato do hidroelektrarne v Varadouro. Pot je priložnost za ogled Laurissilve, lokalnega gozda lovorja (Laurus azorica), krhlike (Frangula azorica), azorskega lovorja (Ilex azorica) in resja (Vaccinium cylindraceum). Na teh območjih so značilne ptice evrazijevega sloka (Scolopax rusticola), navadni kos (Turdus merula azorensis), azorski kraljiček (Regulus regulus inermis) in madeirski ščinkavec (Fringilla coelebes moreletti).
- PRC4FAI Caldeira je približno 7 km srednje zahtevna pot po obodu stratovulkana. Ta krožna pot okoli roba kraterja se začne in se konča na vhodu v predor, ki vodi do slikovitega razgleda. Kaldera je v središču otoka Faial in ima premer 2 km in globino 400 metrov, pokrita z bujno mešanico vegetacije, kot je Laurissilva. Nastajanje kaldere je posledica dolgega procesa, ki se je začel 550 milijonov let, zadnji geološki dogodek pa se je zgodil pred 1200 leti.
- PR6FAI 10 Vulcões velja za najdaljšo pot na Azorih, je dolga 21 kilometrov in povezuje tri druge odseke poti: Caldera, Levadas in Capelo-Capelinhos. Biotska raznovrstnost in geodiverziteta sta konstanta ob poti in se konča pri svetilniku Capelinhos. Višinske razlike omogočajo različne endemične vrste rastlin in različne ptice.

Cabeço dos Trinta, zahodni podaljšek vulkanskih kraterjev na bokih kaldere, je bazaltni stožec. Poleg poti, ki obkroži stožec, predor omogoča dostop do središča geološke zgradbe, ki je prekrita z naravno vegetacijo, kot so vresje (Erica azorica), azorski lovor (Ilex azorica), trave (Festuca jubata), erika (Daboecia azorica), praproti (Polypodium azoricum), astre Tolpis azorica in broščevka Rubia agostinhoi.
Skozi vse leto organizira komisija Naravnega parka tudi vodene izlete, kot je na primer Caminho do Baleeiros, izlete namenjene kitolovcem, ki so živeli v Capelu pred vulkanskim izbruhom.

### Živalstvo
Mnoge otoške vrste ptic so znotraj tega območja, vključno s številnimi vrstami, ki so edinstvene za Azore, kot so ščinkavec (Fringilla coelebs moreletti), kraljiček (Regulus regulus azoricus) in kanarček (Serinus canaria), poleg kanje (Buteo buteo rothschildi). Caldera je ena izmed boljših lokacij za raziskovanje in opazovanje naravne vegetacije otokov. Steza do dna kaldere dovoljuje tri in pol ure hoje srednje do visoke stopnje težavnosti, medtem ko se srečuje z botanično raznolikostjo, na katero človeški odtisi niso imeli veliko vpliva.
Naravni rezervat Faial Caldera je del omrežja Natura 2000 in je uvrščen med varstvene cone za prostoživeče ptice in območje skupnega interesa, skupaj s članom Ramsarske konvencije za ohranjanje in trajnostno rabo mokrišč.